# Meromyza nigrofasciata
Meromyza nigrofasciata är en tvåvingeart som beskrevs av Friedrich Georg Hendel 1938. Meromyza nigrofasciata ingår i släktet Meromyza och familjen fritflugor. Inga underarter finns listade i Catalogue of Life.